# Le Creusot
Le Creusot település Franciaországban, Saône-et-Loire megyében. Lakosainak száma 20 536 fő (2022. január 1.). Le Creusot Saint-Sernin-du-Bois, Le Breuil, Marmagne, Montcenis, Saint-Firmin és Torcy községekkel határos.

## Népesség
A település népességének változása:
| Lakosok száma | 22 308 | 21 887 | 22 117 | 21 630 | 21 491 | 21 269 | 21 057 | 20 731 | 20 536 |
|               | 2013   | 2015   | 2016   | 2017   | 2018   | 2019   | 2020   | 2021   | 2022   |

## Ismert személyek
- Itt halt meg 2001-ben Orosz Mihály magyar középiskolai tanár, országgyűlési képviselő.